# Aeropuerto Internacional de San José
El Aeropuerto Internacional de San José Norman Y. Mineta (IATA: SJC, OACI: KSJC, FAA LID: SJC) es un aeropuerto de propiedad pública de la ciudad de San José en el condado de Santa Clara, California, Estados Unidos. El aeropuerto está localizado a dos millas náuticas (4 km) al noroeste del centro de San José, cerca de la intersección de tres autopistas importantes, Ruta Estatal 101, Interestatal 880, y la Ruta Estatal 87. La aerolínea dominante es Southwest Airlines y Alaska Airlines es la segunda más importante. El aeropuerto cuenta con Wifi gratis en todas las terminales.

## Descripción general
A pesar de que San José es la ciudad más poblada en el área de la Bahía de San Francisco, el aeropuerto de San José (SJC) es el más pequeño de los tres aeropuerto del área de la Bahía con menos de (10.9 millones de pasajeros anual en 2006), de la mitad de un tercio del aeropuerto más importante de la región en la cual es el Aeropuerto Internacional de San Francisco (SFO), e incluso con menos pasajeros que el Aeropuerto de Oakland de la Bahía de San Francisco (OAK). A igual que el aeropuerto de Oakland, atrae a residentes del área de la Bahía que viven lejos del Aeropuerto de San Francisco.
El Aeropuerto Internacional de San José está situado como un "aeropuerto en el centro de la ciudad". Su ubicación relativamente cómoda para los residentes y visitantes, cerca del centro de San José también ha dado lugar a algunos inconvenientes. Por lo que ahora está rodeado de suburbios lo que dificulta su expansión. Debido a su proximidad al centro se ha implementado una restricción de altura en las construcciones de los edificios localizados en el centro de San José impuesto por las regulaciones de seguridad de la FAA.

## Instalaciones y aviones

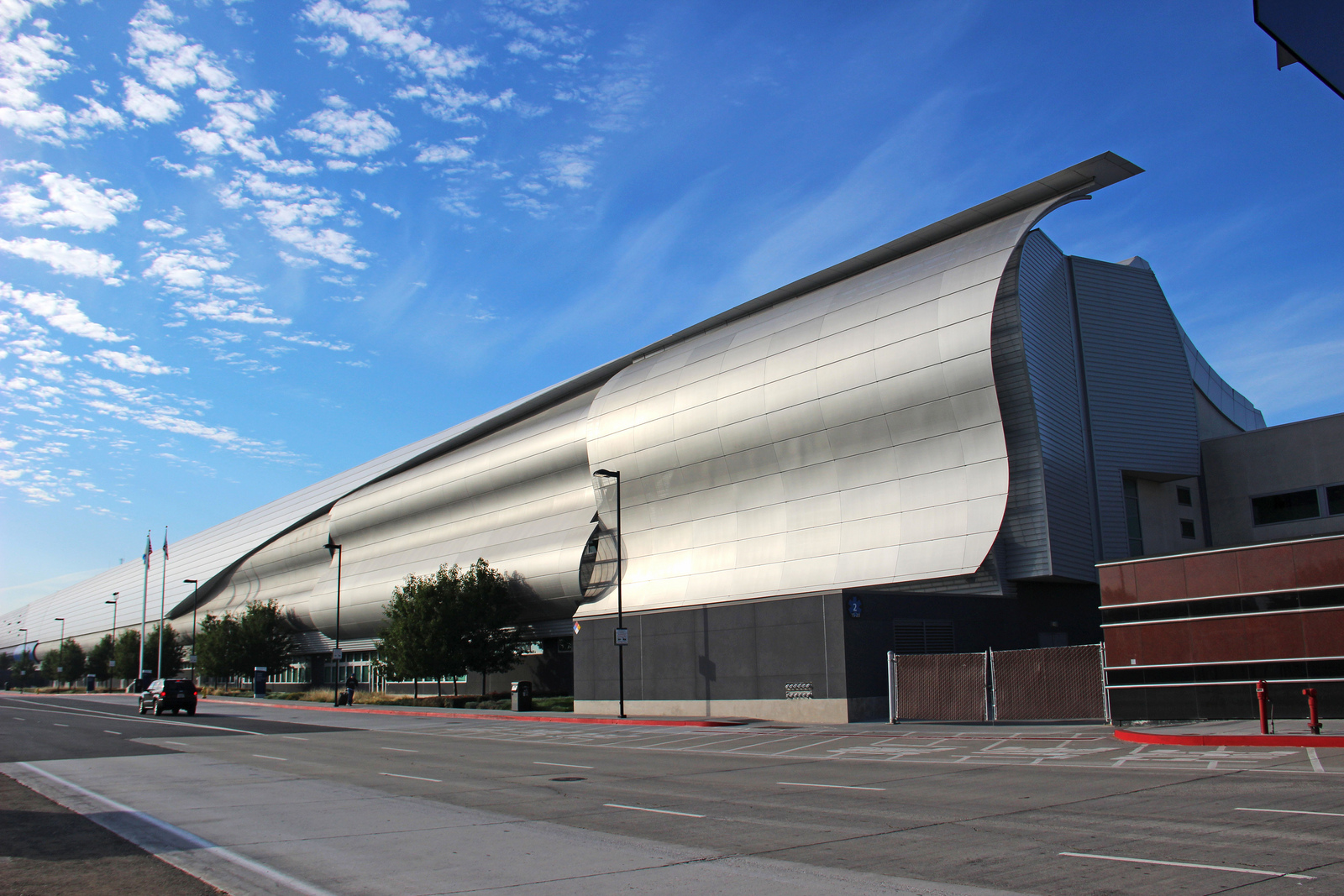
Aeropuerto Internacional de San José, CA – Terminal B

El Aeropuerto Internacional Norman Y. Mineta de San José cubre un área de 420 ha (1,050 acres) a una altura de 19 m (62 pies). Tiene dos pistas de aterrizaje activas: 12L/30R y 12R/30L, cada una con 3,353 m × 46 m (11,000 x 150 pies) de concreto. La separación de pista es menos de lo ideal: 700 pies entre las líneas centrales.

Nota
1. ↑  A partir de 2014, la ex. pista 11/29 de 1,402 x 30 m (4,599 x 100 pies) cerrado indefinidamente y ahora es una calle de rodaje

En 2012 el aeropuerto tuvo 134,947 operaciones de aeronaves, promediando 370 por día: 60% de aerolíneas, 16% de taxi aéreo, 23%  deaviación general y <1% militar. 123 aviones se basan en el aeropuerto: 49% de un solo motor, 12% multi-motor, el 37% jet y 2% de helicópteros.
De 1960 a 2010 la Universidad Estatal de San José operó un centro de simulador de vuelo para su programa de aviación en los edificios en la esquina sureste del aeropuerto. La universidad se movió al Aeropuerto Reid-Hillview, cerca de 5 millas al sureste.

## Terminales

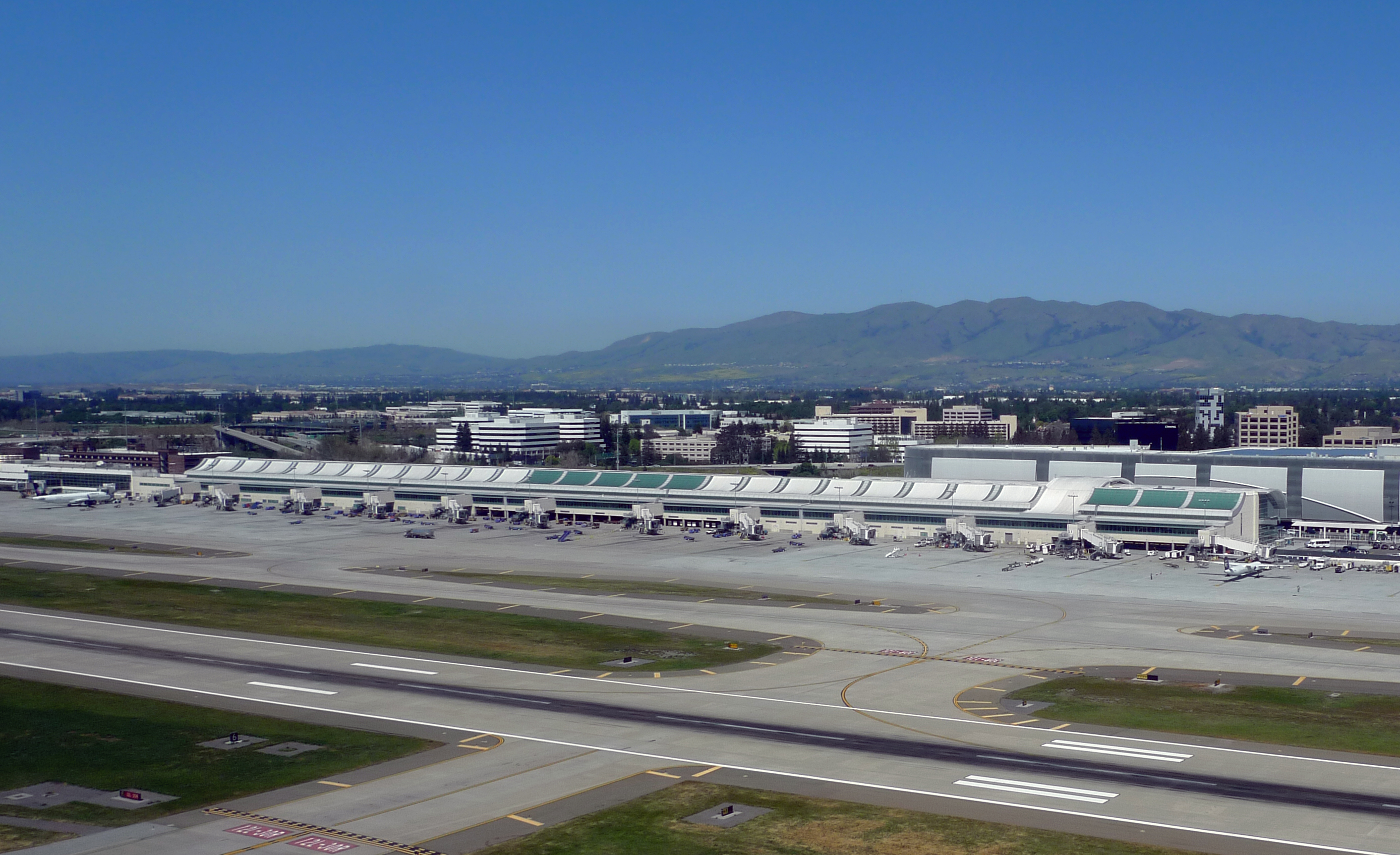
Terminales del Aeropuerto de San José.

Hay dos terminales en el aeropuerto, la terminal A, abierta en 1990 y la Terminal B, abierta en 2010. Las terminales están conectadas en el lado aire. El primer edificio moderno terminal del aeropuerto, la terminal C, se abrió en 1965, se cerró en 2010, y luego fue demolido. En su ubicación es ahora un estacionamiento de corto plazo.
En 2009, las puertas en el aeropuerto se volvieron a numerar en la preparación para la adición de la Terminal B. LA Puerta A16B en el extremo norte se convirtió en la puerta 1 y la puerta A1A en el extremo sur se convirtió en la puerta 16.

### Terminal A
La Terminal A tiene 16 puertas: 1-16.
Diseñada por un equipo de arquitectos e ingenieros dirigidos por HTB, Inc., la Terminal A y su garaje contiguo fueron originalmente diseñados y construidos en 1990 por American Airlines. El programa general fue dirigido por un equipo conjunto del aeropuerto de San José y el personal de Obras Públicas conocido como el "Equipo de desarrollo del aeropuerto". El proyecto fue galardonado con el Proyecto de Obras Públicas del Año por el Consejo de Ingenieros de Caminos de California. Se sometió a una amplia renovación y expansión en 2009, con mostradores de mayor tamaño a nivel del suelo, más espacio de estacionamiento en la acera, controles de seguridad más grandes y más concesiones. Las renovaciones y expansión fue diseñada por Curtis W. Fentress, FAIA, RIBA de Arquitectos Fentress.
La terminal incluye un edificio de llegadas internacionales, que contiene las puertas 15 y 16. Todas las llegadas de vuelos internacionales en el aeropuerto deben pasar la aduana y migración en este edificio (excepto para los vuelos de los aeropuertos con predespacho de aduana). Las puertas 17 y 18 fueron convertidas para manejar las llegadas internacionales a principios de 2015.
La Terminal A contaba con una sala de Admirals Club frente a la puerta 8 para los pasajeros de American Airlines, sin embargo, el club cerró en septiembre de 2010, debido a los crecientes costos y los recortes en su programa de vuelos a San José. La Terminal A tiene ahora un salón pago por entrada llamado The Club at SJC cerca de las puertas internacionales donde los pasajeros pueden esperar sus vuelos y tienen acceso a aperitivos y bebidas.

### Terminal B
La sala fue diseñada por Gensler (ver foto) y la terminal por Arquitectos Fentress. La gestión de la construcción fue proporcionada por Hensel Phelps Construction Co. La terminal se inauguró oficialmente el 30 de junio de 2010. Su diseño cuenta con espacios dramáticos con luz natural, arte moderno, mostradores de boletos y puertas de uso compartido y sillas con tomacorrientes y puertos USB en el reposabrazos para cargar ordenadores portátiles o dispositivos de mano.
La terminal obtuvo una certificación LEED Plata del US Green Building Council en 2010 en reconocimiento al compromiso significativo del aeropuerto al diseño y la construcción ambientalmente sostenible.

#### Sala Norte
La Sala Norte de la Terminal B tiene 12 puertas: 17-28. Las primeras seis puertas de la nueva sala se abrieron al público el 15 de julio de 2009. Las puertas restantes se iniciaron el 30 de junio de 2010. Southwest Airlines es el inquilino principal, junto con Alaska Airlines, Horizon Air, Hainan Airlines, British Airways y, finalmente, Air china y Lufthansa. Delta Air Lines se movió de la Terminal B a la Terminal A, el 17 de enero de 2012.
La terminal cuenta con 2 puertas de llegada internacionales, las puertas 17 y 18. Todas las llegadas de vuelos internacionales en el aeropuerto deben pasar la aduana y migración desde el edificio de llegadas internacionales (excepto para los vuelos de los aeropuertos con predesapacho de aduana).

### Antigua Terminal C
Esta terminal se construyó en 1965, antes de que las pasarelas de acceso a aeronaves (pasillos elevados que conectan los aviones a la terminal) se hicieran común en los aeropuertos. En lugar de utilizar las pasarelas de acceso a aeronaves, la Terminal C utilizaba sobre todo escaleras. Algunas líneas aéreas, incluyendo Alaska Airlines y SkyWest Airlines, utilizaban rampas turboway. En preparación para la construcción de la Terminal B, el extremo norte de la Terminal C, anteriormente el hogar de puertas C14-C16, que albergaba a Alaska Airlines, Horizon Air y Frontier Airlines, fue cerrada para demolición en diciembre de 2007. La porción restante de la terminal, fue reconfigurada incluyendo la adición de un nuevo y más grande, puesto de control de seguridad consolidado. La demolición del extremo norte se produjo en febrero de 2008, despejando el camino para la construcción de la Terminal B.
En diciembre de 2009, United Airlines, Continental Airlines y JetBlue Airways se trasladaron a puertas nuevas o reconstruidas en la Terminal A, ya que la zona de la Terminal C que contenía las tres puertas de las líneas aéreas fue demolido. Otras aerolíneas que operaban en ese momento en la Terminal C se mantuvieron en la terminal hasta que la Sala Norte de la Terminal B abrió en junio de 2010.
El área de reclamo de equipaje de la Terminal C fue cerrado para su demolición el 2 de febrero de 2010. Esto permitió la realización de nuevos caminos del aeropuerto. La Terminal cerró oficialmente el 30 de junio de 2010. Las partes restantes de la terminal fueron derribadas en julio de 2010 y el espacio de la terminal ahora es ocupado por estacionamiento de superficie.

## Aerolíneas y destinos

### Pasajeros
| Aerolíneas         | Destinos | Terminal |
| ------------------ | --- | -------- |
| Alaska Airlines    | Boise, Guadalajara, Kailua-Kona, Lihue, Los Ángeles, Portland (OR), Puerto Vallarta, San Diego, San José del Cabo, Seattle/Tacoma | B        |
| American Airlines  | Dallas/Fort Worth, Phoenix–Sky Harbor | A        |
| American Eagle     | Phoenix–Sky Harbor | A        |
| Delta Air Lines    | Atlanta, Mineápolis/St. Paul, Salt Lake City Estacional: Detroit | A        |
| Delta Connection   | Las Vegas, Los Ángeles, Salt Lake City, Seattle/Tacoma | A        |
| Frontier Airlines  | Denver, Las Vegas | A        |
| Hawaiian Airlines  | Honolulu, Kahului | A        |
| Southwest Airlines | Austin, Baltimore, Boise, Burbank, Chicago-Midway, Dallas-Love, Denver, Eugene, Honolulu, Houston-Hobby, Kahului, Las Vegas, Long Beach, Los Ángeles, Nashville, Ontario, Orange County, Palm Springs, Phoenix–Sky Harbor, Portland (OR), Reno/Tahoe, Salt Lake City, San Diego, Seattle/Tacoma, Spokane Estacional: San Luis | B        |
| Spirit Airlines    | Dallas/Fort Worth, Las Vegas, San Diego | A        |
| United Airlines    | Chicago–O'Hare, Denver Estacional: Houston-Intercontinental | A        |
| Volaris            | Guadalajara, Morelia, Zacatecas | A        |
| ZIPAIR             | Tokio–Narita | B        |

### Carga

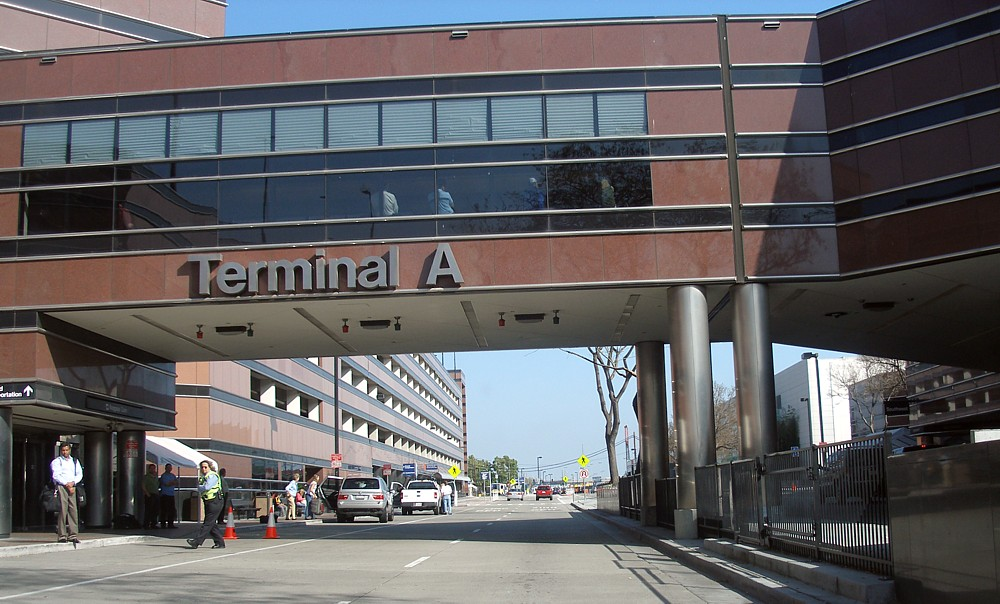
Pasarela que conecta el estacionamiento (izquierda) a la Terminal A (derecha).

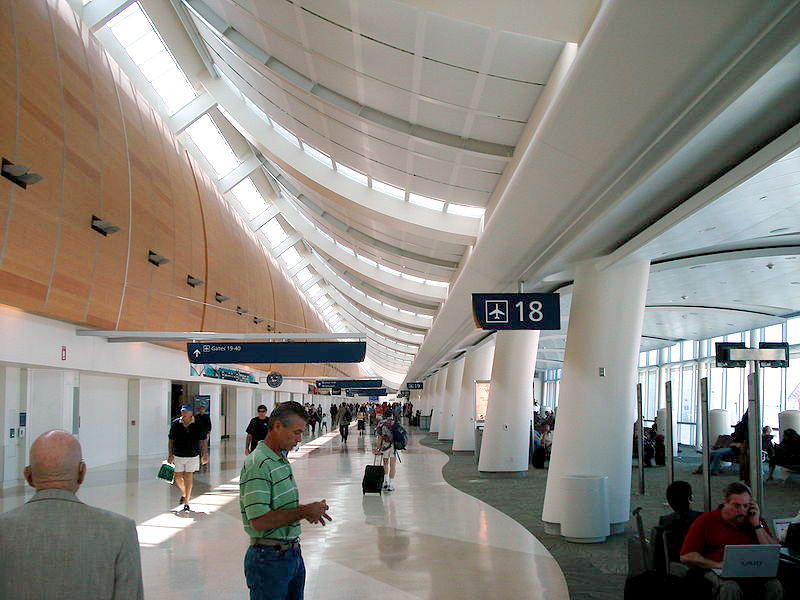
El pasillo de salidas en la zona de salidas recién terminada de la Terminal B en agosto de 2009.

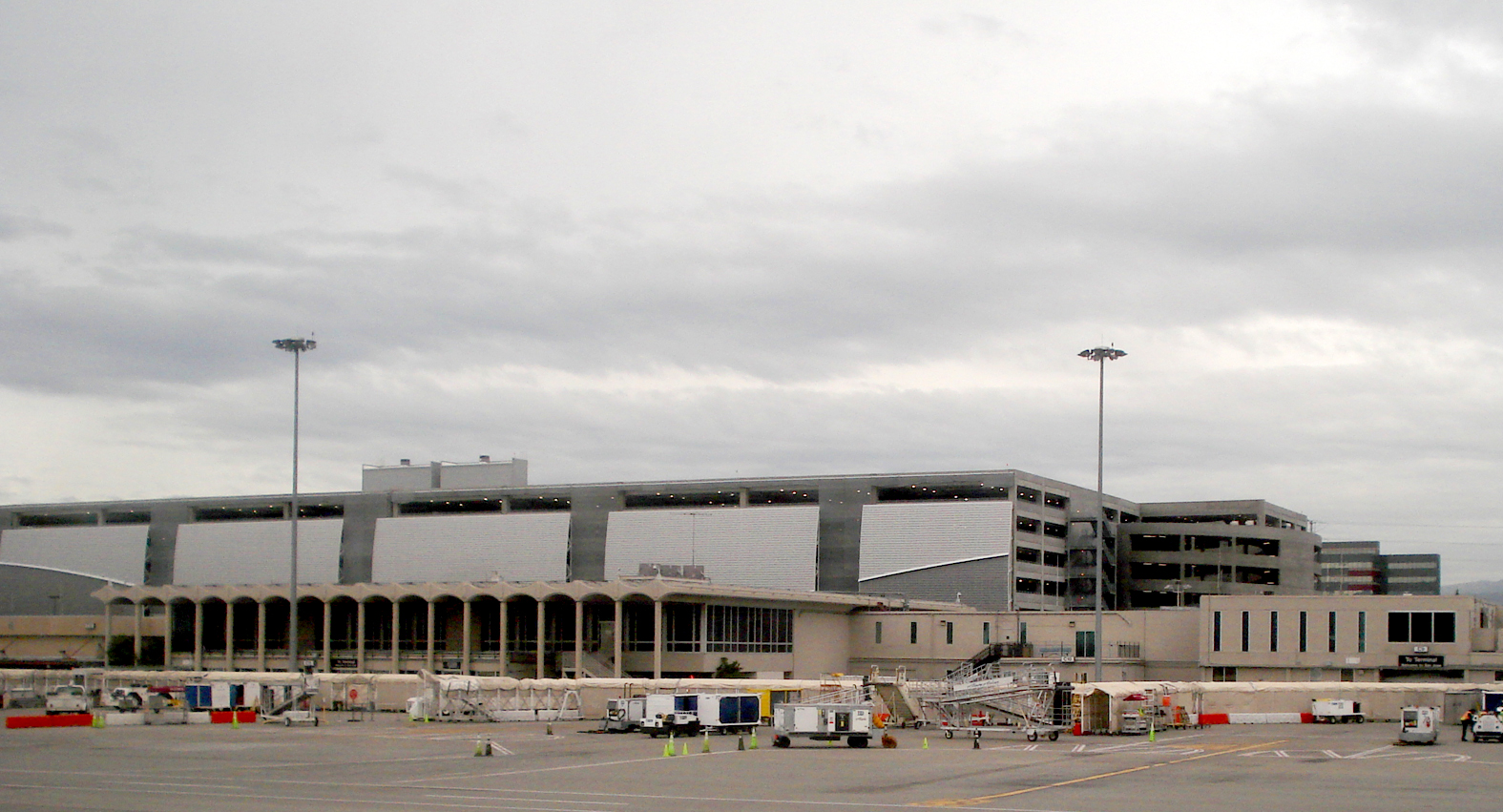
Terminal C con sus ventanas oscuras en el primer plano, con la nueva estructura de estacionamiento detrás de él a principios de 2010.

Puerta y sala de espera en la Terminal A.

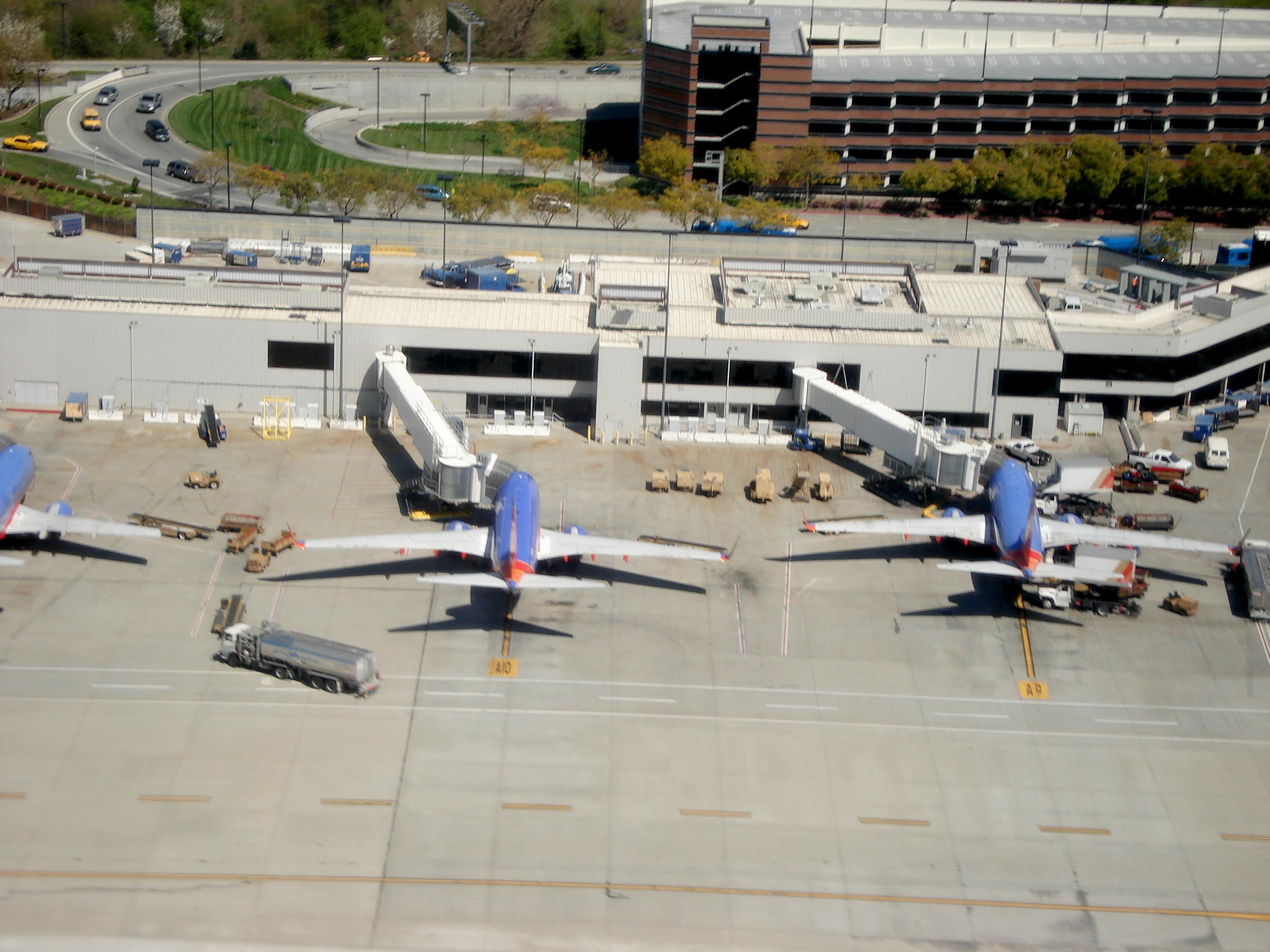
Boeing 737 de Southwest Airlines estacionado en la Terminal A con el estacionamiento al fondo.

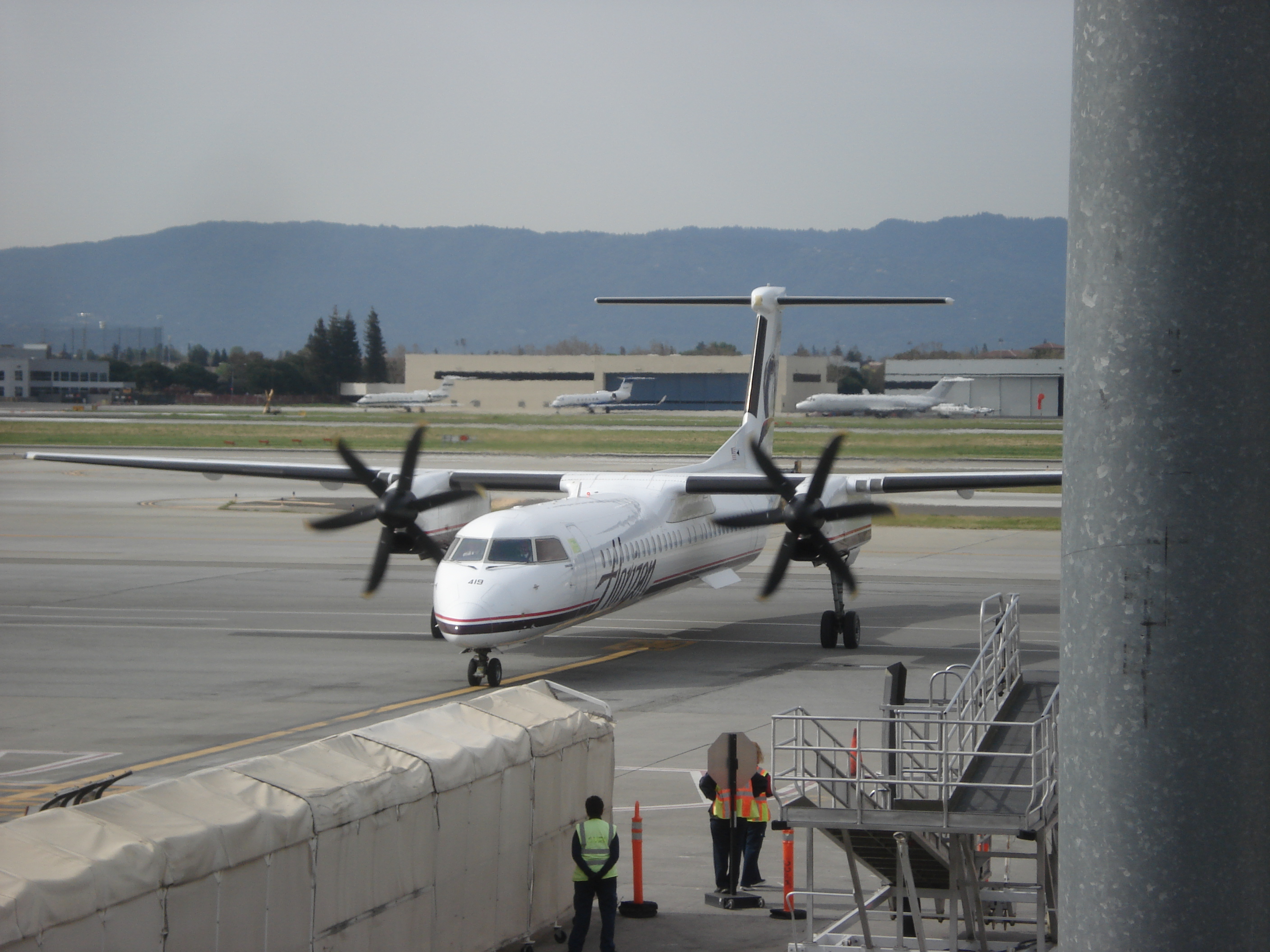
Un Q400 de Horizon Air llegando a la terminal C en marzo de 2010.

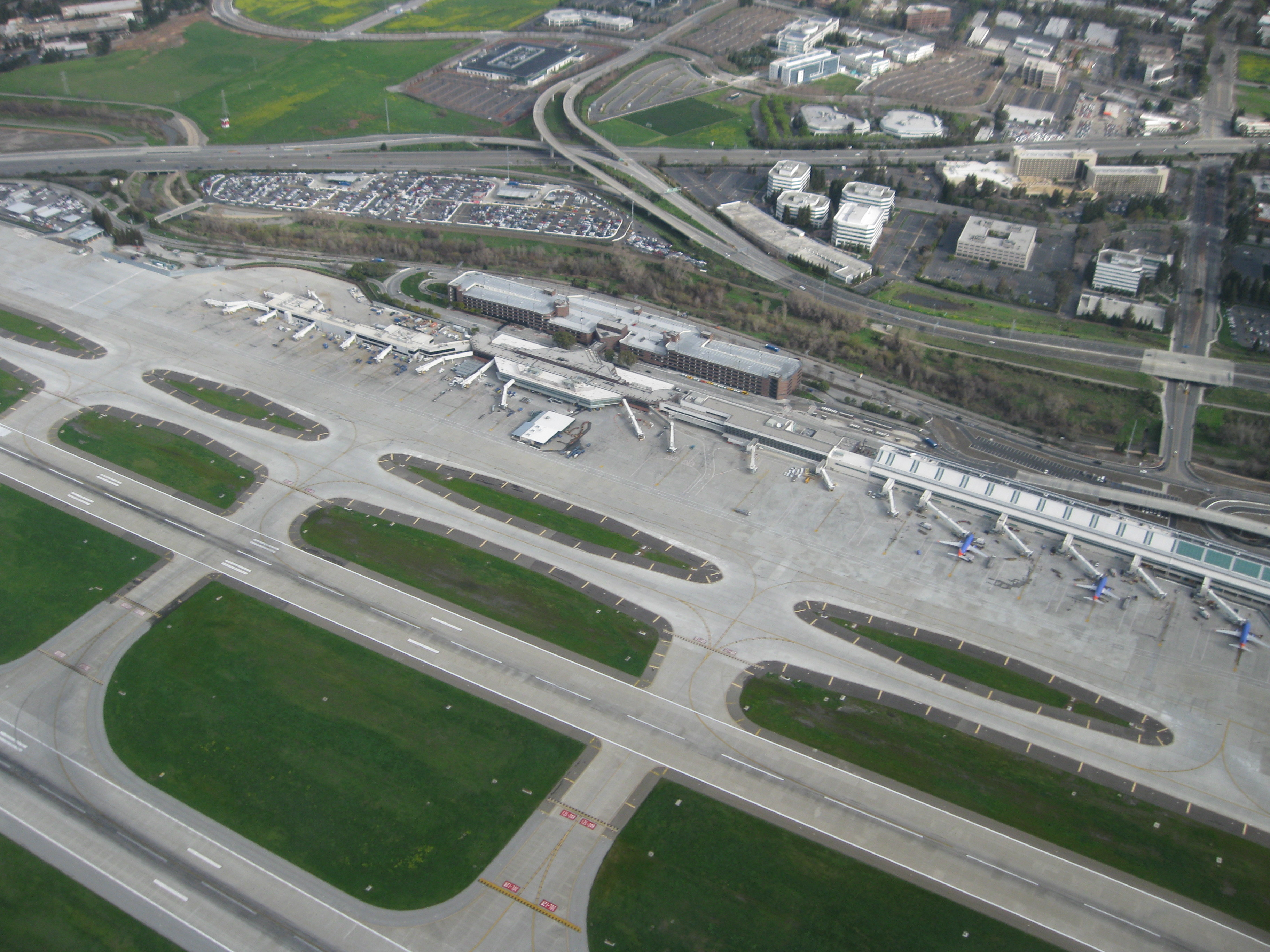
Fotografía aérea de las Terminals A y B de SJC.

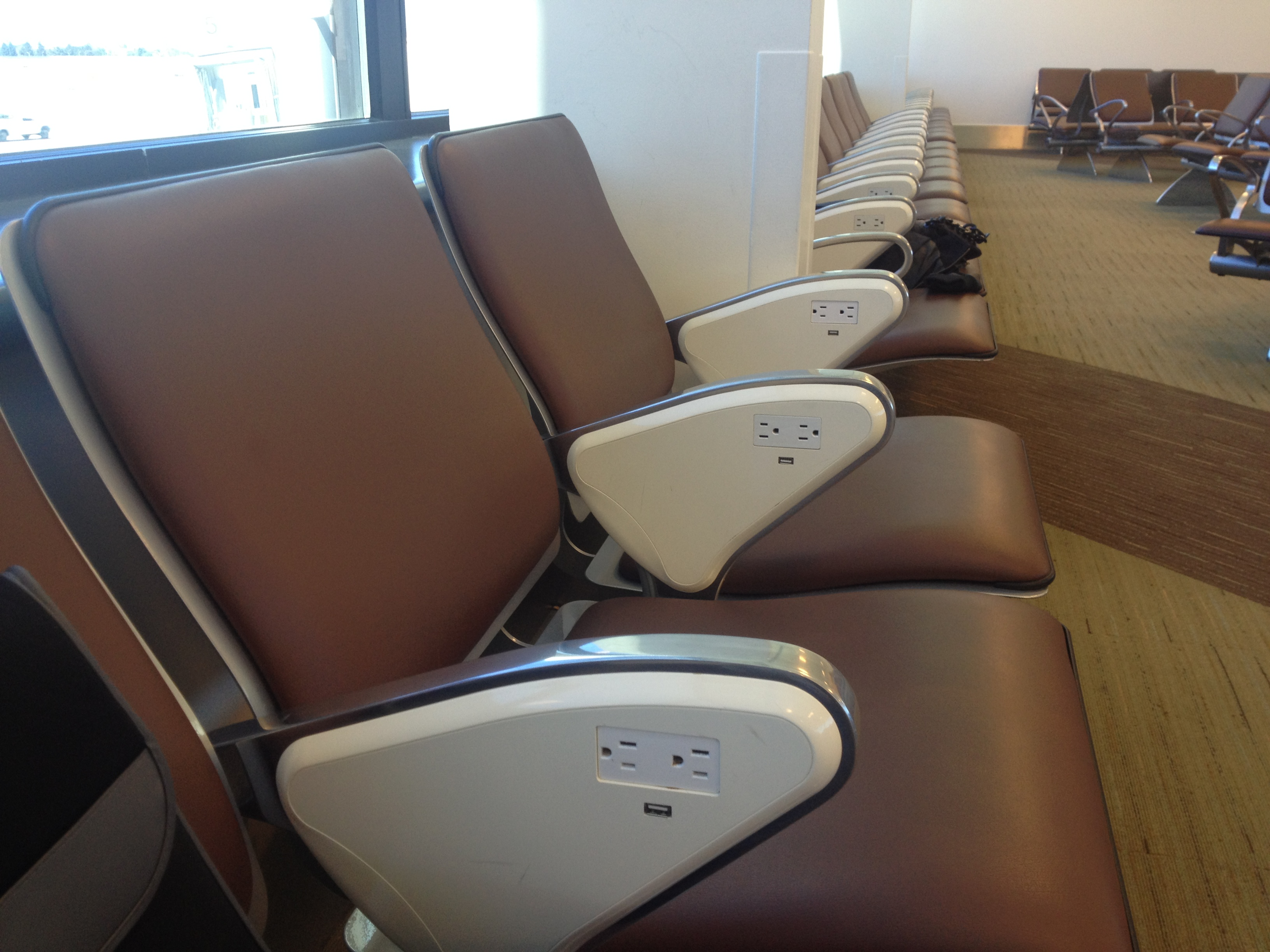
Los asientos del aeropuerto cuentan con conexiones en cada descansabrazos.

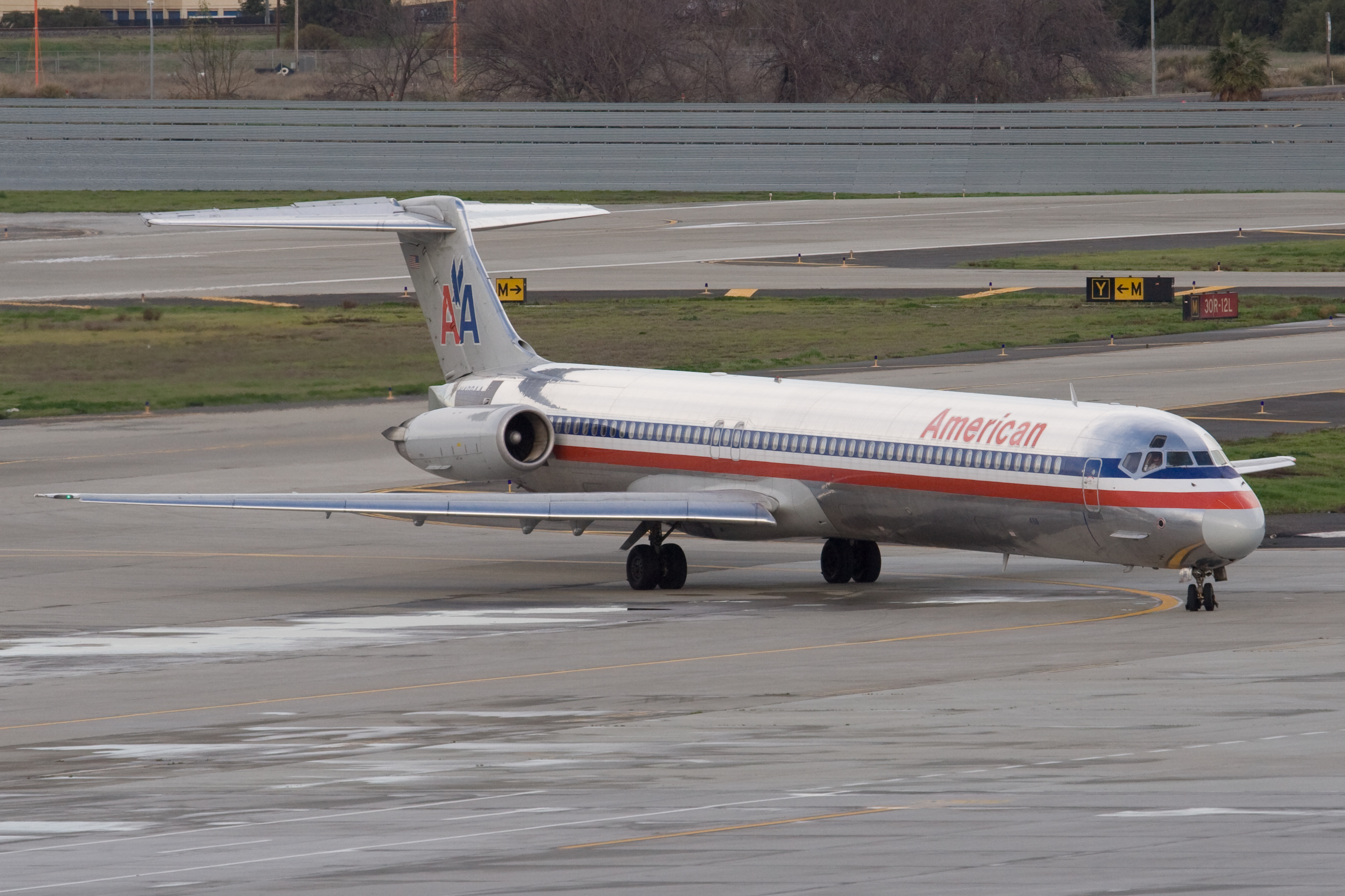
Un McDonnell Douglas MD-82 de American Airlines.

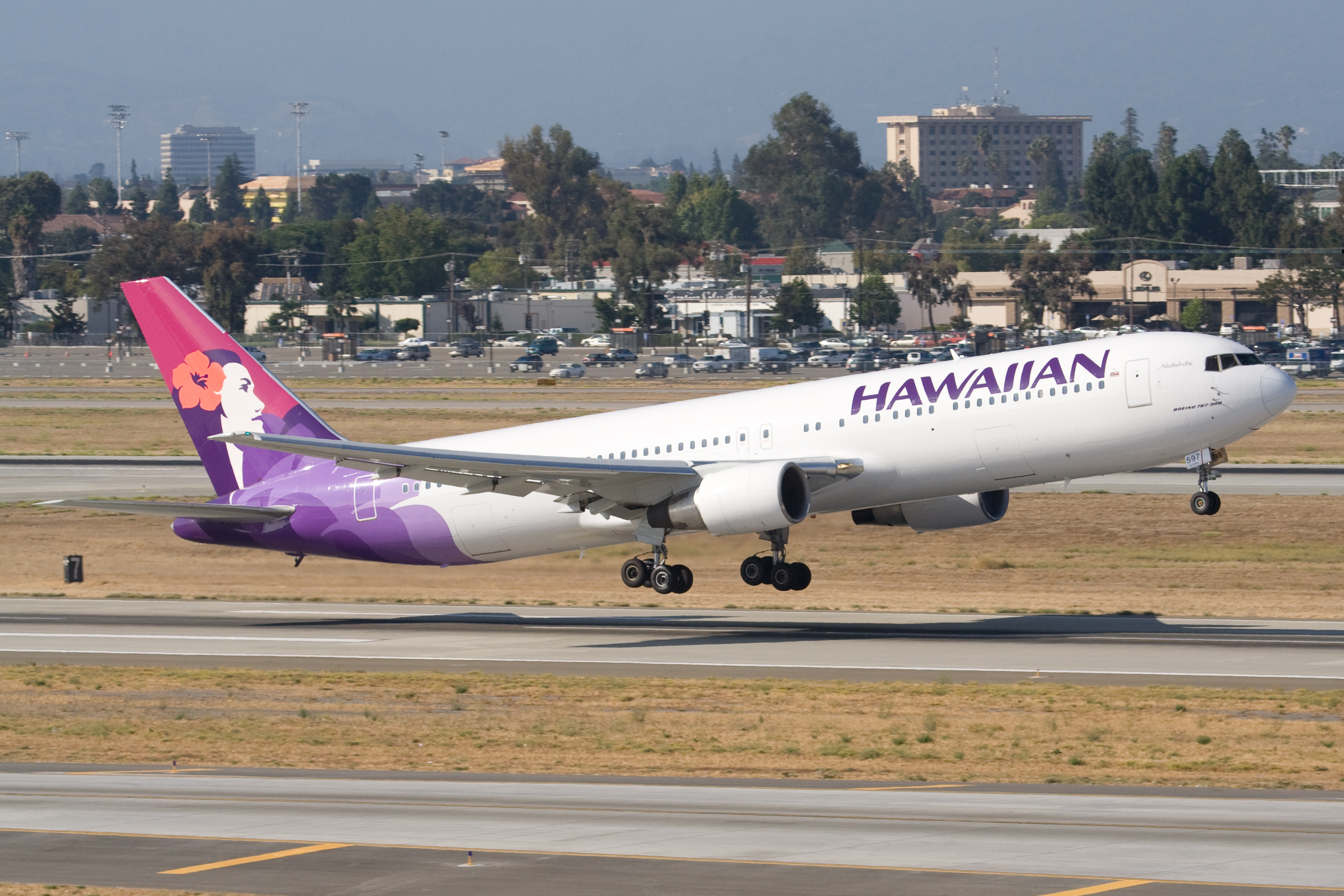
Un Boeing 767-300 de Hawaiian Airlines.

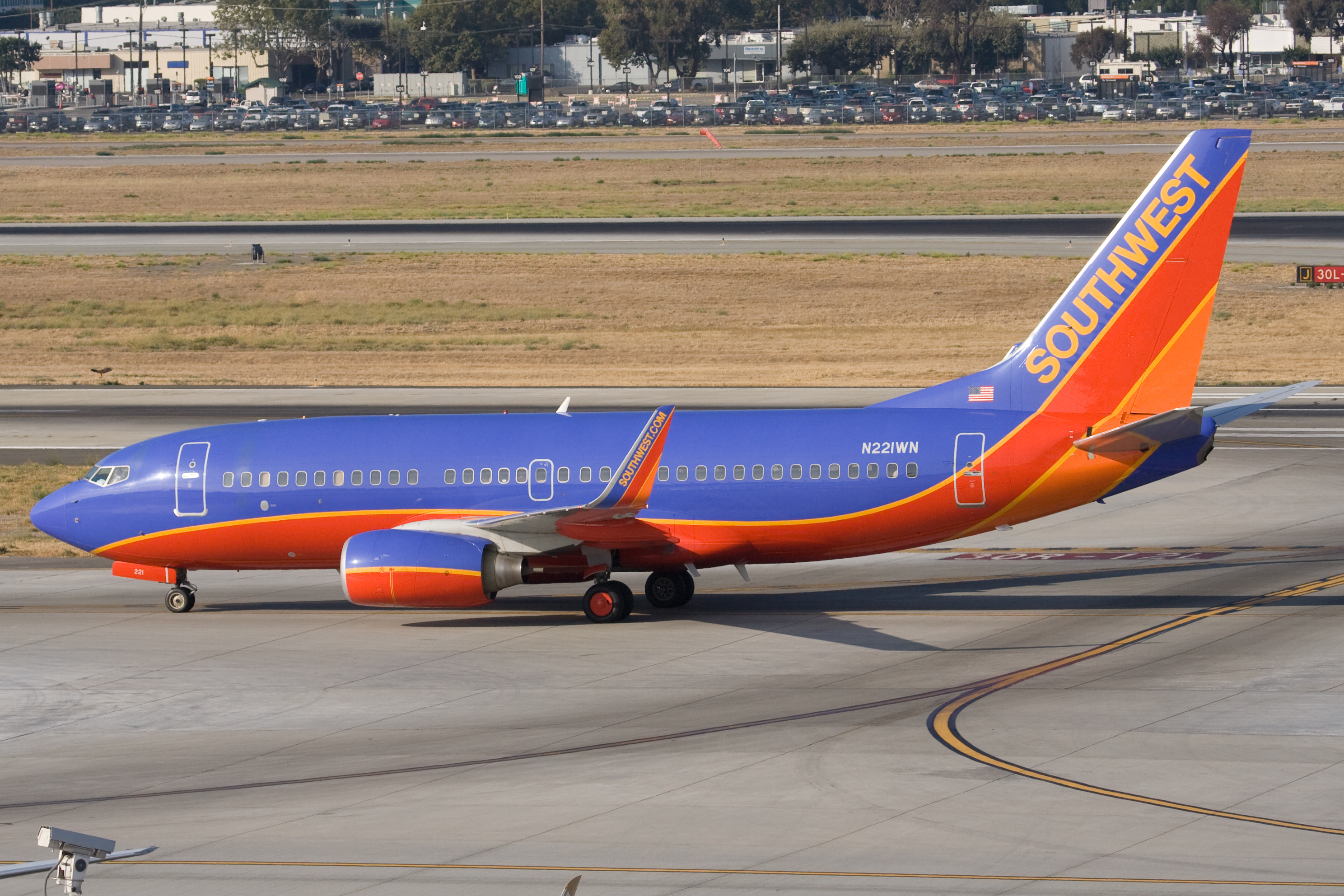
Un Boeing 737-700 de Southwest Airlines.

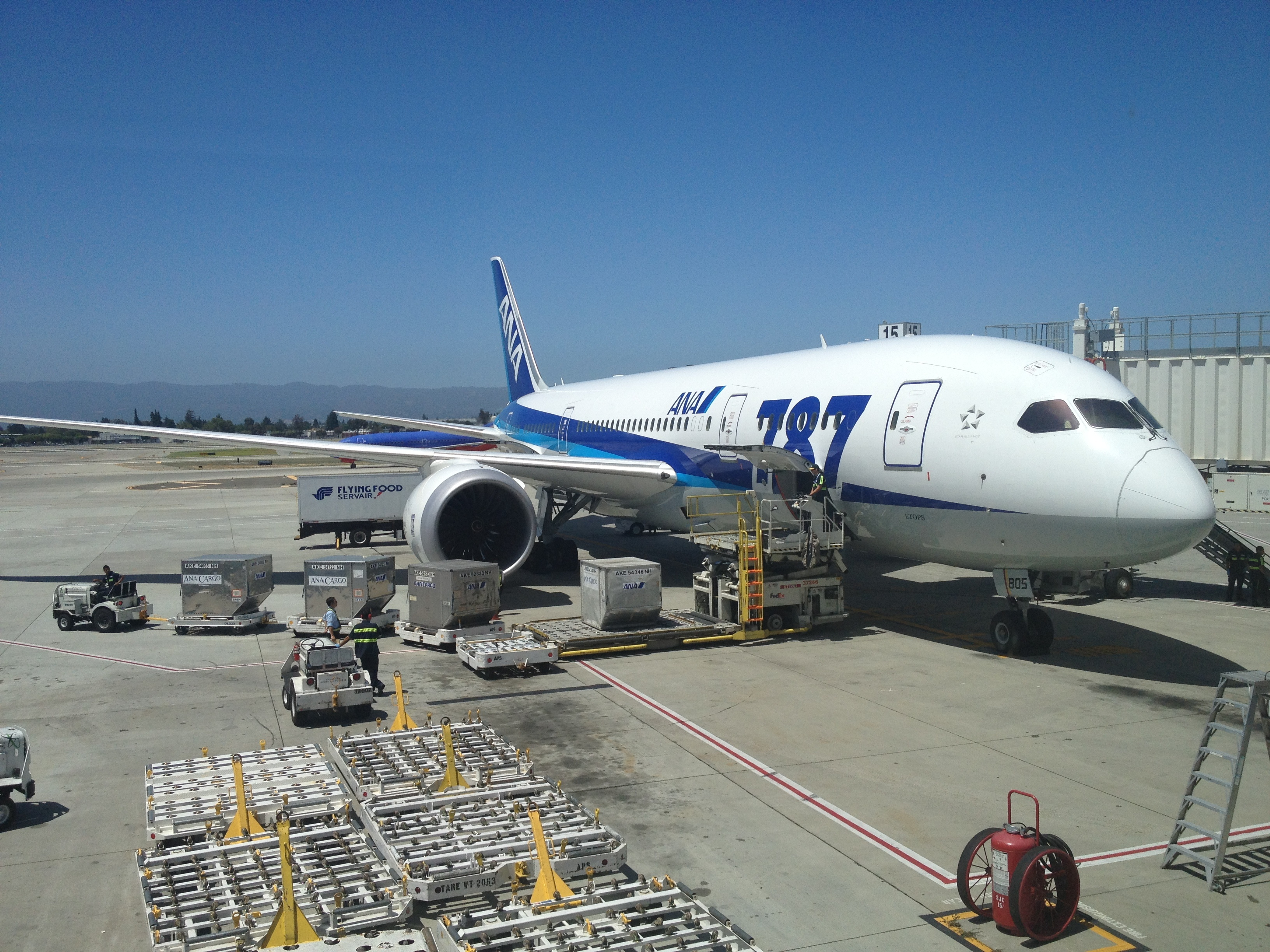
El servicio transoceánico reinició en el aeropuerto con los vuelos de All Nippon Airways hacia Tokio.

| Aerolíneas    | Destinos              |
| ------------- | --------------------- |
| FedEx Express | Indianápolis, Memphis |
| UPS Airlines  | Louisville            |

### Destinos nacionales
Se brinda servicio a 34 ciudades dentro del país a cargo de 12 aerolíneas.
| Destinos nacionales del Aeropuerto de San José SJC ATL AUS BWI BOI BZN BUR MDW ORD DFW DAL DEN DTW EUG HNL IAH HOU OGG KOA LAS LIH LGB LAX MSP BNA MSY ONT SNA PSP PHX PDX RNO SLC SAN STL SEA GEG | Destinos nacionales del Aeropuerto de San José SJC ATL AUS BWI BOI BZN BUR MDW ORD DFW DAL DEN DTW EUG HNL IAH HOU OGG KOA LAS LIH LGB LAX MSP BNA MSY ONT SNA PSP PHX PDX RNO SLC SAN STL SEA GEG | Destinos nacionales del Aeropuerto de San José SJC ATL AUS BWI BOI BZN BUR MDW ORD DFW DAL DEN DTW EUG HNL IAH HOU OGG KOA LAS LIH LGB LAX MSP BNA MSY ONT SNA PSP PHX PDX RNO SLC SAN STL SEA GEG | Destinos nacionales del Aeropuerto de San José SJC ATL AUS BWI BOI BZN BUR MDW ORD DFW DAL DEN DTW EUG HNL IAH HOU OGG KOA LAS LIH LGB LAX MSP BNA MSY ONT SNA PSP PHX PDX RNO SLC SAN STL SEA GEG | Destinos nacionales del Aeropuerto de San José SJC ATL AUS BWI BOI BZN BUR MDW ORD DFW DAL DEN DTW EUG HNL IAH HOU OGG KOA LAS LIH LGB LAX MSP BNA MSY ONT SNA PSP PHX PDX RNO SLC SAN STL SEA GEG | Destinos nacionales del Aeropuerto de San José SJC ATL AUS BWI BOI BZN BUR MDW ORD DFW DAL DEN DTW EUG HNL IAH HOU OGG KOA LAS LIH LGB LAX MSP BNA MSY ONT SNA PSP PHX PDX RNO SLC SAN STL SEA GEG | Destinos nacionales del Aeropuerto de San José SJC ATL AUS BWI BOI BZN BUR MDW ORD DFW DAL DEN DTW EUG HNL IAH HOU OGG KOA LAS LIH LGB LAX MSP BNA MSY ONT SNA PSP PHX PDX RNO SLC SAN STL SEA GEG | Destinos nacionales del Aeropuerto de San José SJC ATL AUS BWI BOI BZN BUR MDW ORD DFW DAL DEN DTW EUG HNL IAH HOU OGG KOA LAS LIH LGB LAX MSP BNA MSY ONT SNA PSP PHX PDX RNO SLC SAN STL SEA GEG | Destinos nacionales del Aeropuerto de San José SJC ATL AUS BWI BOI BZN BUR MDW ORD DFW DAL DEN DTW EUG HNL IAH HOU OGG KOA LAS LIH LGB LAX MSP BNA MSY ONT SNA PSP PHX PDX RNO SLC SAN STL SEA GEG |
| Destinos | Southwest Airlines | Alaska Airlines | Delta Air Lines | Spirit Airlines | United Airlines | Frontier Airlines | Otra | # |
| --- | --- | --- | --- | --- | --- | --- | --- | --- |
| Atlanta (ATL) | | | • | | | | | 1 |
| Austin (AUS) | • | | | | | | | 1 |
| Baltimore (BWI) | • | | | | | | | 1 |
| Boise (BOI) | • | • | | | | | | 2 |
| Burbank (BUR) | • | | | | | | | 1 |
| Chicago (ORD) | | | | | • | | | 1 |
| Chicago (MDW) | • | | | | | | | 1 |
| Dallas (DFW) | | | | • | | | American Airlines | 2 |
| Dallas (DAL) | • | | | | | | | 1 |
| Denver (DEN) | • | | | | • | • | | 3 |
| Detroit (DTW) | | | • | | | | | 1 |
| Eugene (EUG) | • | | | | | | | 1 |
| Honolulu (HNL) | • | | | | | | Hawaiian Airlines | 2 |
| Houston (IAH) | | | | | • | | | 1 |
| Houston (HOU) | • | | | | | | | 1 |
| Kahului (OGG) | • | | | | | | Hawaiian Airlines | 2 |
| Kailua (KOA) | | • | | | | | | 1 |
| Las Vegas (LAS) | • | | • | • | | • | | 4 |
| Lihue (LIH) | | • | | | | | | 1 |
| Long Beach (LGB) | • | | | | | | | 1 |
| Los Ángeles (LAX) | • | • | • | | | | | 3 |
| Mineápolis (MSP) | | | • | | | | | 1 |
| Nashville (BNA) | • | | | | | | | 1 |
| Ontario (ONT) | • | | | | | | | 1 |
| Orange County (SNA) | • | | | | | | | 1 |
| Palm Springs (PSP) | • | | | | | | | 1 |
| Phoenix (PHX) | • | | | | | | American Airlines | 2 |
| Portland (PDX) | • | • | | | | | | 2 |
| Reno (RNO) | • | | | | | | | 1 |
| Salt Lake City (SLC) | • | | • | | | | | 2 |
| San Diego (SAN) | • | • | | • | | | | 3 |
| San Luis (STL) | • | | | | | | | 1 |
| Seattle (SEA) | • | • | • | | | | | 3 |
| Spokane (GEG) | • | | | | | | | 1 |
| Total | 26 | 7 | 7 | 3 | 3 | 2 | 4 | 34 |

### Destinos internacionales
Se ofrece servicio a 6 destinos internacionales, a cargo de 3 aerolíneas.
| Ciudades                                  | Nombre del aeropuerto                                | Aerolíneas                | Terminal     |              |              |
| Norteamérica                              | Norteamérica                                         | Norteamérica              | Norteamérica | Norteamérica | Norteamérica |
| ----------------------------------------- | ---------------------------------------------------- | ------------------------- | ------------ | ------------ | ------------ |
| México (5 destinos, 2 aerolíneas)         |                                                      |                           |              |              |              |
| Guadalajara                               | Aeropuerto Internacional de Guadalajara              | Alaska Airlines / Volaris | A, B         |              |              |
| Morelia                                   | Aeropuerto Internacional General Francisco J. Múgica | Volaris                   | A            |              |              |
| Puerto Vallarta                           | Aeropuerto Internacional de Puerto Vallarta          | Alaska Airlines           | B            |              |              |
| San José del Cabo                         | Aeropuerto Internacional de Los Cabos                | Alaska Airlines           | B            |              |              |
| Zacatecas                                 | Aeropuerto Internacional de Zacatecas                | Volaris                   | A            |              |              |
| Asia                                      |                                                      |                           |              |              |              |
| Japón (1 destino, 1 aerolínea)            |                                                      |                           |              |              |              |
| Tokio                                     | Aeropuerto Internacional de Narita                   | ZIPAIR                    | B            |              |              |
| Total: 6 destinos, 2 países, 3 aerolíneas |                                                      |                           |              |              |              |

## Estadísticas

### Rutas más transitadas
| Número | Ciudad                    | Pasajeros | Aerolínea                                                              |
| ------ | ------------------------- | --------- | ---------------------------------------------------------------------- |
| 1      | San Diego, California     | 586,000   | Alaska Airlines, Southwest Airlines                                    |
| 2      | Las Vegas, Nevada         | 550,000   | Delta Connection, Frontier Airlines, Southwest Airlines                |
| 3      | Los Ángeles, California   | 517,000   | Alaska Airlines, American Eagle, Delta Connection, Southwest Airlines  |
| 4      | Seattle, Washington       | 488,000   | Alaska Airlines, Delta Air Lines, Delta Connection, Southwest Airlines |
| 5      | Denver, Colorado          | 368,000   | Frontier Airlines, Southwest Airlines, United Airlines, United Express |
| 6      | Phoenix, Arizona          | 342,000   | American Airlines, Southwest Airlines                                  |
| 7      | Orange County, California | 255,000   | Alaska Airlines, Southwest Airlines                                    |
| 8      | Portland, Oregón          | 246,000   | Alaska Airlines, Southwest Airlines                                    |
| 9      | Honolulu, Hawái           | 219,000   | Alaska Airlines, Hawaiian Airlines, Southwest Airlines                 |
| 10     | Burbank, California       | 215,000   | Southwest Airlines                                                     |

| Número | Ciudad                    | Pasajeros | Aerolínea                |
| ------ | ------------------------- | --------- | ------------------------ |
| 1      | Guadalajara, México       | 190,661   | Alaska Airlines, Volaris |
| 2      | San José del Cabo, México | 78,884    | Alaska Airlines          |
| 3      | Puerto Vallarta, México   | 58,758    | Alaska Airlines          |
| 4      | Morelia, México           | 43,886    | Volaris                  |
| 5      | Londres, Reino Unido      | 33,926    | British Airways          |
| 6      | León, México              | 26,418    | Volaris                  |
| 7      | Zacatecas, México         | 23,514    | Volaris                  |
| 8      | Ciudad de México, México  | 22,817    | Volaris                  |

### Tráfico anual
| Año  | Pasajeros  | Cambio      | Carga (Ton) | Cambio      |
| ---- | ---------- | ----------- | ----------- | ----------- |
| 1998 | 10,506,173 | Sin cambios | 132,009     | Sin cambios |
| 1999 | 11,452,334 | 9.01%       | 143,376     | 8.61%       |
| 2000 | 13,096,523 | 14.4%       | 161,967     | 13.0%       |
| 2001 | 13,074,467 | 0.17%       | 158,582     | 2.09%       |
| 2002 | 11,117,457 | 15.0%       | 154,792     | 2.39%       |
| 2003 | 10,601,190 | 4.64%       | 119,419     | 22.9%       |
| 2004 | 11,046,489 | 4.20%       | 119,831     | 0.35%       |
| 2005 | 10,891,466 | 1.40%       | 104,671     | 12.7%       |
| 2006 | 10,708,068 | 1.68%       | 101,062     | 3.45%       |
| 2007 | 10,658,191 | 0.47%       | 91,430      | 9.53%       |
| 2008 | 9,720,150  | 8.80%       | 81,222      | 11.2%       |
| 2009 | 8,321,750  | 14.4%       | 59,471      | 26.8%       |
| 2010 | 8,246,342  | 0.91%       | 49,363      | 17.0%       |
| 2011 | 8,356,981  | 1.34%       | 44,042      | 10.8%       |
| 2012 | 8,296,392  | 0.73%       | 41,795      | 5.10%       |
| 2013 | 8,783,319  | 5.87%       | 46,820      | 12.0%       |
| 2014 | 9,385,212  | 6.85%       | 53,287      | 13.8%       |
| 2015 | 9,799,527  | 4.41%       | 53,837      | 1.03%       |
| 2016 | 10,796,725 | 10.2%       | 60,360      | 12.1%       |
| 2017 | 12,480,232 | 15.6%       | 61,315      | 1.66%       |
| 2018 | 14,319,292 | 14.7%       | 60,182      | 1.85%       |
| 2019 | 15,650,444 | 9.3%        | 50,074      | 16.79%      |
| 2020 | 4,711,577  | 69.9%       | 39,093      | 21.9%       |
| 2021 | 7,357,441  | 56.2%       | 33,028      | 15.5%       |
| 2022 | 11,333,723 | 54.0%       | 33,160      | 0.4%        |
| 2023 | 12,097,160 | 6.7%        | 31,048      | 6.4%        |
| 2024 | 11,851,270 | 2.0%        | 27,974      | 9.9%        |

## Transporte terrestre
El sitio web del aeropuerto tiene listada las opciones de transporte terrestre del Aeropuerto Internacional de San José incluyendo taxis, limusinas, automóviles de renta, autobuses expresos.

### Conexiones al tránsito público
VTA Route 10 Airport Flyer conecta al aeropuerto con la Estación Santa Clara para Caltrain y el ferrocarril Altamont Commuter Express al igual que numerosos autobuses locales; y hacia la Estación del Metro/Tren ligero y aeropuerto para el Ferrocarril de tren ligero VTA.

## Aeropuertos cercanos
Los aeropuertos más cercanos son:
- Aeropuerto de Oakland de la Bahía de San Francisco (47km)
- Aeropuerto Internacional de San Francisco (48km)
- Aeropuerto Ejecutivo de Sacramento (76km)
- Aeropuerto Metropolitano de Stockton (84km)
- Aeropuerto Regional de Monterey (86km)